# Buttress Peak (Königin-Alexandra-Kette)
Der Buttress Peak (englisch für Pfeilerspitze) ist ein 2950 m hoher und kegelförmiger Berg in der antarktischen Ross Dependency. In der Königin-Alexandra-Kette des Transantarktischen Gebirges ragt er 5 km südlich des Mount Stonehouse auf. Sein östlicher Teil stößt in Form eines Felssporns in das Kopfende des Berwick-Gletschers vor.
Seinen deskriptiven Namen erhielt er durch Teilnehmer der von 1961 bis 1962 dauernden Kampagne im Rahmen der New Zealand Geological Survey Antarctic Expedition.